# Colónia Açoriana

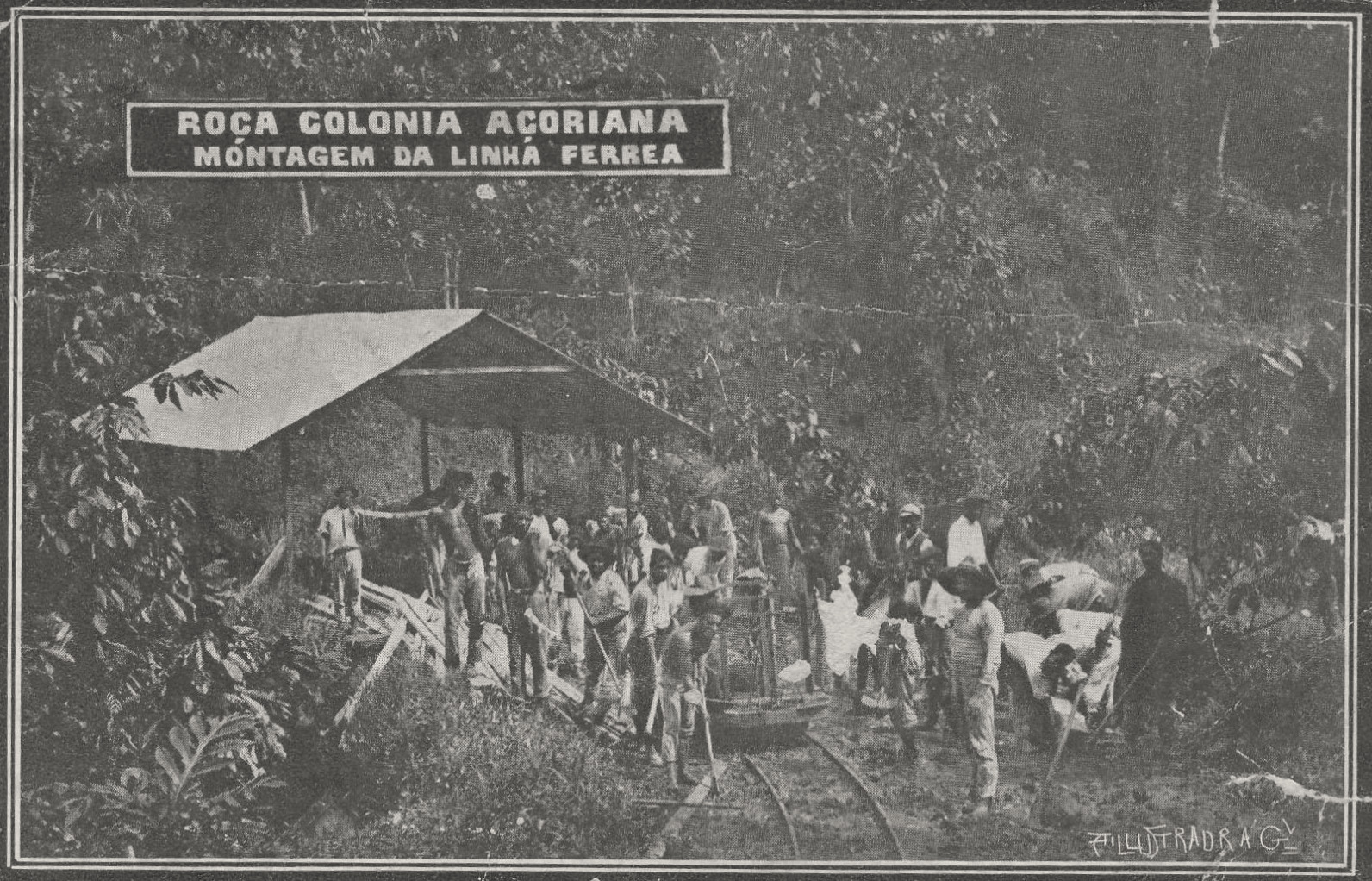
Montagem da linha ferrea

Colónia Açoriana é uma aldeia de São Tomé e Príncipe, localiza-se no Distrito de Cantagalo, ilha de São Tomé, próxima às localidades de São Lourenço, de Amparo, de Santa Cecília e de Micondo.